# Tomii Eiji
Eiji Tomii (sinh ngày 7 tháng 10 năm 1987) là một cầu thủ bóng đá người Nhật Bản.

## Sự nghiệp câu lạc bộ
Eiji Tomii đã từng chơi cho SC Sagamihara, Grulla Morioka và Fujieda MYFC.